# Călărași (Republik Moldau)
Koordinaten: 47° 15′ N, 28° 19′ O

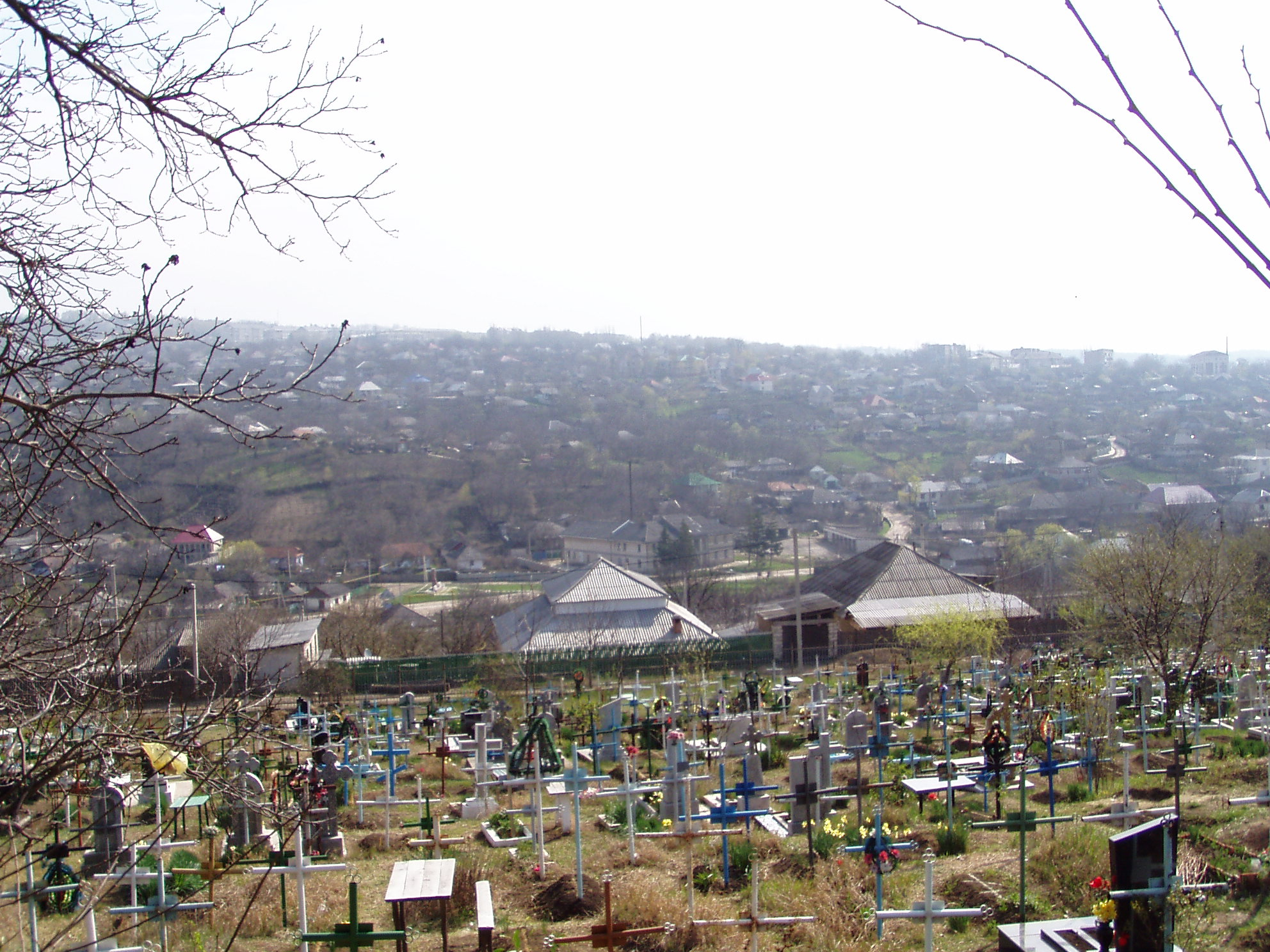

Călărași (1944 bis 1989 kyrillisch Кэлэрашь, russisch Kalarasch/Калараш) ist eine Stadt in der Republik Moldau und die Hauptstadt des gleichnamigen Rajons Călărași. Zum Stichtag 1. Januar 2003 wurde die Einwohnerzahl auf 16.800 geschätzt.

## Geschichte
Einer Legende nach entstand der Name durch einen Zwischenstopp eines moldauischen Herrschers zusammen mit seinen Soldaten am Ufer des Flusses Bîc. Die Reiter wurden von der wunderschönen Natur der dichten Wälder in ihren Bann gezogen, stiegen herab und beschlossen, für immer dort zu bleiben. Diese Reitersoldaten nannte man damals călărași.
Im August 1940 erhielt die Ortschaft Călărași das Stadtrecht und schon drei Monate später im November 1940 wurde sie Bezirkszentrum. Während des Zweiten Weltkrieges wurde die Stadt fast vernichtet. Danach wurde die Stadt wiederaufgebaut.

## Städtepartnerschaft
Zwischen der deutschen Stadt Bühl und Călărași besteht seit 1990 eine Städtepartnerschaft. Seit 2000 besteht auch eine Verbindung ohne förmliche Festigung mit Schkeuditz.